# Усягина, Ксения Петровна
Ксения Петровна Усягина (1932—2010) — советский, российский врач-рентгенолог. Народный врач СССР (1981).

## Биография
Родилась 21 января 1932 года.
В 1959 году окончила Ижевский медицинский институт.
Трудовую деятельность начала в 1949 году фельдшером.
С 1959 года работала в Усть-Цилемской центральной районной больнице Коми АССР.
Скончалась 4 августа 2010 года.

## Награды и звания
- Заслуженный врач Коми АССР (1974)[1]
- Народный врач СССР (1981)
- Орден «Знак Почёта»